# Pterocapoeta maroccana
Pterocapoeta maroccana é uma espécie de peixe actinopterígeo da família Cyprinidae.
Apenas pode ser encontrada em Marrocos.